# Ondrej Krištofík
Ondrej Krištofík (* 10. September 1966 in Bratislava) ist ein ehemaliger slowakischer Fußballspieler.

## Karriere
Krištofík startete seine Profikarriere 1989 beim ŠK Slovan Bratislava, mit dem er 1992 tschechoslowakischer Meister wurde. Zur Saison 1994/95 wechselte der Mittelfeldspieler in die tschechische Liga zu Slavia Prag und wurde 1996 tschechischer Meister. Er verließ Slavia im Anschluss an die Meistersaison und wechselte nach Israel zu Hapoel Petach Tikwa. Nach insgesamt vier Jahren im Ausland kehrte Krištofík in die Slowakei zurück und spielte eine Saison für Spartak Trnava. Mit 33 Jahren wechselte er abermals zu Slavia Prag, wurde aber zwischen 1999 und 2001 nur noch im B-Team eingesetzt. Anschließend ging Krištofík zum unterklassigen SK Hořovice, bei dem er 2003 seine Karriere beendete.

## Nationalmannschaft
Krištofík spielte sechs Mal für die Tschechoslowakei. Sein Debüt gab der Offensivspieler am 30. Januar 1991, die ČSFR besiegte Australien dans seines Tores mit 1:0. Im Kalenderjahr 1991 wurde der Mittelfeldakteur noch vier Mal eingesetzt, seinen letzten Auftritt im Dress der Tschechoslowakei hatte Krištofík am 27. Mai 1992, seine Mannschaft unterlag Polen in Jastrzębie-Zdrój mit 0:1.

## Erfolge
- Tschechoslowakischer Meister 1992 mit Slovan Bratislava
- Tschechischer Meister mit 1996 mit Slavia Prag